# Passage de Milan
Passage de Milan est un roman français de Michel Butor paru en 1954.

## Résumé
Le roman raconte, en douze chapitres, douze heures de la vie des habitants d’un immeuble parisien, du rez-de-chaussée des gardiens jusqu’à l’atelier sous les toits du peintre Martin de Vere, le soir d’une fête donnée pour les vingt ans d’Angèle Vertigues. De facture apparemment néoréaliste, le roman prend soudainement, quand un meurtre est commis, une coloration fantastique et mystérieuse.

## Éditions
- Passage de Milan, Les Éditions de Minuit, 1954.